# Oshima Yuko
Oshima Yuko (大島 優子 (Đại Đảo Ưu Tử) Oshima Yuko, sinh ngày 17 tháng 10 năm 1988 tại Tochigi), là ca sĩ của nhóm nhạc nữ thần tượng Nhật Bản AKB48. Nơi cô là nhóm trưởng của Team K, đồng thời là thành viên của sub-unit Not Yet. Ngoài single liên quan đến Janken Taikai, cô từng hát các ca khúc chủ đề từ khi ra mắt single "Aitakatta" vào tháng 10 năm 2006.
Là một trong những thành viên được yêu thích nhất AKB48, cô luôn nằm trong top 2 trong các kì tổng tuyển cử của nhóm và đạt hạng 1 vào các năm 2010 và 2012.
Ngày 31/12/2013, tại Kouhaku Uta Gassen lần thứ 64, cô đã tuyên bố tốt nghiệp. Ngày 30/3/2014 là buổi diễn tốt nghiệp của cô. 2/6 là stage cuối cùng và 8/6 là concert cuối cùng của cô với tên gọi Oshima Yuko.

## Thứ hạng trong các cuộc tổng tuyển cử của AKB48
Hạng 2 trong cuộc tổng tuyển cử năm 2009.
Hạng một trong cuộc tổng tuyển cử năm 2010.
Hạng 2 trong cuộc tổng tuyển cử năm 2011.
Hạng một trong cuộc tổng tuyển cử năm 2012.
Hạng 2 trong cuộc tổng tuyển cử năm 2013.

## Danh sách phim điện ảnh đã tham gia
- Yamikin Ushijima kun (2012)
- Sweet Litte Rice (2010)
- Shibuya (2010)
- Giniro no Ame (2009)
- Teketeke 2 (2009)
- Teketeke (2009)
- Sakura no Sono Remake (2008)
- Densen Uta (2007)
- Senrigan (2000)

## Danh sách phim truyền hình đã tham gia
- Yo nimo Kimyo na Monogatari 2012 Fall Special Shinrei Appli (Fuji TV, 2012)
- Black Board (tập 1, 2012)
- Kaeru no Oujo-sama (Fuji TV, 2012)
- Watashi ga Renai Dekinai Riyuu (Fuji TV, 2011)
- Sakura kara no Tegami (NTV, 2011)
- Reinoryokusha Odagiri Kyoko no Uso trong vai Ibushi Kaoru (TV Asahi, 2010)
- Honto ni Atta Kowai Hanashi On Segment Akai Earring no Kai trong vai Watabiki Masayo (Fuji TV, 2010)
- Sandaime Akechi Kogoro~ Kyou mo Meichi ga Korosareru trong vai Okamoto Momoko (Fuji TV, 2010, tập 4)
- Angel Bank trong vai Ogasawara Manami (TV Asahi, 2010)
- Majisuka Gakuen trong vai Oshima Yuko (TV Tokyo, 2010)
- Kaze ni Maiagaru Vinyl Sheet trong vai Kawai Chizuru (NHK, 2009)
- Sangiin Giin Kouho Mami (参議院議員候補マミ) trong vai Kojima Yoko (TBS, 2008)
- Watashi wa gohho ni naru! Ai o Hotta Otoko - Munakata Shikou to Sono Tsuma (我はゴッホになる! 〜愛を彫った男・棟方志功とその妻� �) (Fuji TV, 2008)
- Cafe Kichijoji de trong vai Shinohara Misato (TV Tokyo, 2008)
- Cat Street trong vai Hirano Yumi (NHK, 2008)
- Bengoushi Ichinose Rinko (弁護士 一之瀬凛子) trong vai Oya Megumi (TBS, 2008)
- Shiori to Shimiko no Kaiki Jikenbo trong vai Teshikawara Rie (NTV, 2008)
- Kiken na Aneki (Fuji TV, 2005)
- Onna no Ichidaki (Fuji TV, 2005)
- Honto ni Atta Kowai Hanashi trong vai Kinoshita Satoko (Fuji TV, 2004)
- Tokyo Niwatsuki Ikkodate trong vai Fukuda Natsumi (NTV, 2002)
- Antique as Obayashi Kayoko (Fuji TV, 2001)
- Rasen as Ami/Satomi (NTV, 1999)
- Sennen Oukoku Sanjuji Vanii Nights (千年王国III銃士ヴァニーナイツ) tập 2 (TV Asahi, 1999)
- Love and Peace trong vai Ota Asuka lúc bé (NTV, 1998)
- Denji Sentai Mega Ranger (電磁戦隊メガレンジャー) trong vai thiếu niên (TV Asahi, 1997)
- D×D trong vai Enjouji Sonoko lúc bé (NTV, 1997)
- Virgin Road trong vai Sakurai Kazumi lúc bé (Fuji TV, 1997)
- Love no Okurimono (ラブの贈りもの) trong vai một người bạn (TBS, 1996)
- Hyokotachi no Tenshi (ひよこたちの天使) (TBS, 1996)